# Gazélec Football Club Ajaccio Volley-Ball 2014-2015
Questa voce raccoglie le informazioni riguardanti il Gazélec Football Club Ajaccio Volley-Balley nelle competizioni ufficiali della stagione 2014-2015.

## Organigramma societario
Area direttiva
- Presidente: Antoine Exiga
- Segreteria generale: Jean-Charles Bassoul, Jean-Pascal Antonini

Area organizzativa
- Tesoriere: Michèle Paoli, Patricia Baldi
- Segretario: Elisabeth Bertola
- Direttore sportivo: Dominique Exiga
- Responsabile palasport: Antoine Albertini

Area tecnica
- Allenatore: Frédéric Ferrandez
- Allenatore in seconda: Nikolaï Kratchkovsky
- Scout man: Eric Colin
- Responsabile settore giovanile: Christian Osty

Area comunicazione
- Responsabile comunicazione: Jean-Pascal Antonini, Mélanie Mayer, Gwendoline Cusseddu

Area marketing
- Responsabile marketing: Mélanie Mayer
- Biglietteria: Mélanie Mayer

Area sanitaria
- Medico: Gilles Testou
- Preparatore atletico: Jean Saccu
- Fisioterapista: Igor Bayle, François Vero, Sébastien Tison
- Osteopata: Jérôme Agostini

## Rosa
| N° | Nome             | Ruolo | Data di nascita   | Nazionalità sportiva |
| -- | ---------------- | ----- | ----------------- | -------------------- |
| 2  | Valentin Bratoev | S     | 21 ottobre 1987   | Bulgaria             |
| 3  | Dustin Watten    | L     | 27 ottobre 1986   | Stati Uniti          |
| 4  | Maoni Talia      | S/O   | 30 luglio 1992    | Francia              |
| 5  | Brett Dailey     | C     | 11 novembre 1983  | Canada               |
| 6  | Florian Lacassie | S     | 16 novembre 1990  | Francia              |
| 7  | Giōrgos Petreas  | C     | 16 novembre 1986  | Grecia               |
| 8  | Yoann Jaumel     | P     | 16 settembre 1987 | Francia              |
| 9  | Stéphen Boyer    | S     | 10 aprile 1996    | Francia              |
| 10 | Rudy Verhoeff    | C     | 24 giugno 1989    | Paesi Bassi          |
| 13 | Thomas Dereymez  | P     | 14 novembre 1990  | Francia              |
| 14 | Julien Lavagne   | S     | 24 ottobre 1985   | Francia              |
| 18 | Jovica Simovski  | S/O   | 17 novembre 1982  | Macedonia del Nord   |